# Winter-Paralympics 2006/Teilnehmer (Norwegen)
| stlisierte Goldmedaille | stlisierte Silbermedaille | stlisierte Bronzemedaille |
| ----------------------- | ------------------------- | ------------------------- |
| 1                       | 1                         | 3                         |

Norwegen schickt bei den Winter-Paralympics 2006 in Turin 3 Athletinnen und  26 Athleten an den Start.

## Teilnehmer nach Sportarten

### Biathlon
Herren:
- Andreas Hustveit
Biathlon: 12,5 km, stehend:

- Nils-Erik Ulset
Biathlon: 7,5 km, stehend: Bronze 
Biathlon: 12,5 km, stehend: Bronze

### Rollstuhlcurling
- Trine Fissum
- Paul Aksel Johansen
- Rune Lorentsen
- Geir Arne Skogstad
- Lene Tystad

### Ski Alpin
Herren:
- Asle Tangvik
Abfahrt, stehend: 25. Platz
Riesenslalom, stehend: 37. Platz
Super-G, stehend: 18. Platz

### Skilanglauf
Damen:
- Tone Gravvold
Langlauf: 5 km, sehbehindert: 9. Platz
Langlauf: 10 km, sehbehindert: 11. Platz
Langlauf: 15 km, sehbehindert: 10. Platz

Herren:
- Helge Flo
Langlauf: 5 km, sehbehindert: Bronze 
Langlauf: 10 km, sehbehindert: 6. Platz
Langlauf: 20 km, sehbehindert: 7. Platz

- Kjartan Haugen
Langlauf: 5 km, stehend: 5. Platz
Langlauf: 10 km, stehend: 4. Platz
Langlauf: 20 km, stehend: 8. Platz
Langlauf: 1× 3,75 km/2x 5 km Staffel, offen: Gold

- Karl Einar Henriksen
Langlauf: 5 km, sitzend: 17. Platz
Langlauf: 10 km, sitzend: 16. Platz
Langlauf: 15 km, sitzend: 18. Platz
Langlauf: 1× 3,75 km/2x 5 km Staffel, offen: Gold

- Andreas Hustveit
Langlauf: 5 km, stehend: 11. Platz
Langlauf: 10 km, stehend: 12. Platz
Langlauf: 20 km, stehend: 11. Platz
Langlauf: 1× 3,75 km/2x 5 km Staffel, offen: Gold

- Svein Lilleberg
Langlauf: 5 km, stehend: 19. Platz
Langlauf: 10 km, stehend: 5. Platz
Langlauf: 20 km, stehend: 6. Platz

- Ragnar Sørhaug
Langlauf: 5 km, sehbehindert: 15. Platz
Langlauf: 10 km, sehbehindert: 12. Platz
Langlauf: 20 km, sehbehindert: 12. Platz

- Nils-Erik Ulset
Langlauf: 5 km, stehend: 9. Platz
Langlauf: 10 km, stehend: 9. Platz
Langlauf: 20 km, stehend: 14. Platz

### Sledge-Eishockey
Silber 
- Helge Bjørnstad
- Eskil Hagen
- Atle Haglund
- Lloyd Remi Johansen
- Roger Johansen
- Kjetil Korbu Nilsen
- Knut Andre Nordstoga
- Rolf Einar Pedersen
- Tommy Rovelstad
- Kjell Vidar Røyne
- Johan Siqveland
- Stig Tore Svee
- Morten Værnes
- Arne Vik